# 카오스 수차

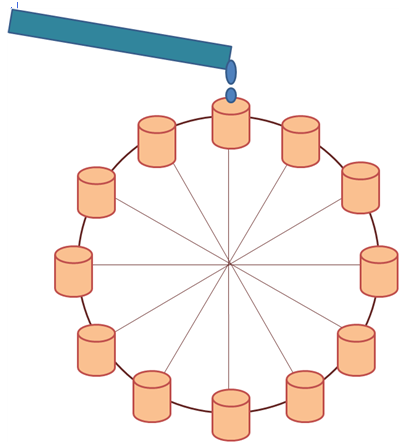

카오스 수차는 수차를 이용하여 카오스를 나타내는 모형이다. 에드워드 로렌츠가 발견한 최초의 카오스 계는 수차라는 기계장치에 정확히 부합한다. 이 수차는 바닥을 뚫어 물이 일정량 떨어지도록 제작된 다수의 컵을 원형으로 배치한 모형으로, 수차 위에 호스가 배치되어 있다.

## 배경
로렌츠는 카오스에 대해 연구하던 끝에 수차가 장기간에 걸쳐서 방향을 여러 번 바꿀 수 있고 일정하지 않은 속도를 가지며 결코 예측할 수 있는 패턴으로 반복되지도 않는다는 것을 발견했다.
당시 사람들은 복잡성은 없어지고 주기적인 운동을 할 것이라고 생각했기 때문에 사람들은 로렌츠의 끌개를 믿지 않았다. 로렌츠는 끌개를 증명하기 위해 로렌츠 수차를 직접 제작하여 사람들에게 보여주었다.

## 내용
원형의 수차가 돌면서, 물이 떨어지는 지점을 지나가는 컵에는 계속해서 물이 채워진다. 이러한 과정에서 물의 양의 차로 수차의 왼쪽과 오른쪽에 위치한 컵들의 무게는 수시로 달라지므로 수차의 회전 속도가 느려지기도 하고 빨라지기도 한다.
- 정지: 물의 흐름이 느리면 꼭대기에 있는 컵은 마찰을 이겨낼 수 있을 만큼 채워지지 않아 수차가 회전하지 않는다. 여기서 이야기하는 마찰은 기계를 이루고 있는 부품 사이의 마찰이다.
- 규칙: 물이 떨어지는 속도가 일정 수준에 도달하게 되면 수차의 회전 속도가 일정해진다.
- 불규칙: 이 상태보다 물이 많아지면 수차가 빠르게 회전하여 양동이에 물의 양이 채워지기 전에 수차가 돌아간다. 그렇게 된다면 앞의 양동이는 물의 양이 줄어들기 전에 위로 올라가기 때문에 수차가 규칙적으로 회전할 때에 비해 돌아오는 위의 양동이가 그다음의 양동이보다 물의 양이 더 많아지게 된다. 위로 움직이고 있는 무거운 양동이는 수차의 회전속도를 감소시키고 어느 순간 수차는 반대로 회전하게 된다. 그런데 우리는 이러한 과정이 일어나는 동안 수차가 어떤 방향으로 돌아갈지, 어떤 속도로 돌지에 대해 전혀 예측할 수 없다. 즉, 비예측성(카오스)이 나타나는 것이다.

## 로렌츠 수차와 날씨의 관계
로렌츠 수차는 원형의 모형이 돌게 하여 물이 떨어지는 지점을 지나가는 컵에는 계속해서 물이 채워지게 하는 것이다. 이러한 과정에서 물의 양의 차로 수차의 왼쪽과 오른쪽에 위치한 컵들의 무게는 수시로 달라지므로 수차의 회전 속도가 느려지기도 하고 빨라지기도 한다.
로렌츠 수차는 물의 움직임을 단순화시킨 모델이다. 수면과 떨어져 있는 물이 가열되어 수면 위로 올라간다. 물은 지면과 멀어지게 되면 식고 응결되어 떨어진다. 더운 물와 찬 물은 서로 부딪치면서 회전한다. 한편, 로렌츠 수차 안에서 양동이 안의 물은 물의 열을 상징한다. 수차가 위에 있을 때 물을 얻고 모든 양동이는 천천히 물을 잃는다. 물이 뜨거워질수록 더 빠르게 위로 올라간다. 그래서 물이 많으면 양동이가 더 빠르게 회전한다. 수차가 빠르게 회전하면 물이 채워질 시간이 거의 없을 것이다. 그러면 양동이의 무게에 변화가 생겨 수차의 움직임을 예상할 수 없게 될 것이다.
이것은 물이 수면에 멀어질수록 열을 얻고 수면 가까이에서 모두 열을 조금씩 잃는다는 뜻이다. 물은 열, 즉 에너지를 더 많이 받을수록 더 빠르게 수면 위로 올라간다. 그렇기 때문에 대류현상은 가속도를 얻어 더욱 빨라진다. 하지만 대류현상이 빨라지면 수면 밑에 더욱 빨리 맞닿게 되어 전보다 이르게 지나가 열을 흡수할 시간이 줄어들게 된다. 대류는 느려지게 되고 다시 열을 흡수할 수 있게 된다. 결론적으로 물에는 열의 불균형이 일어나게 된다. 결론적으로 대류의 움직임은 예상할 수 없게 되어 난류가 일어나게 된다.

## 참고 자료
제임스 글릭 (2013년 6월). “카오스”. 《동아시아》: 54~57쪽
카오스와 카오스의 질서(2010년 10월). "카오스와 카오스의 질서". 《자음과 모음》